# Robert Collett

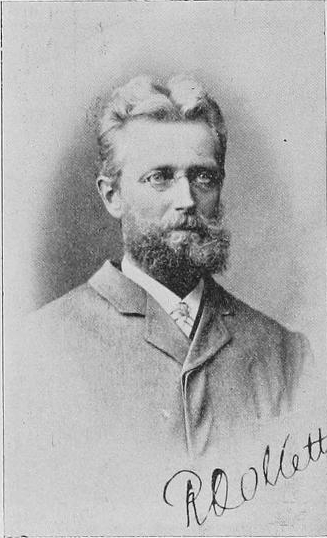
Robert Collett (aufgenommen 1896)

Robert Collett (* 2. Dezember 1842 in Christiania (das heutige Oslo); † 27. Januar 1913 ebenda) war ein norwegischer Zoologe. Sein botanisches Autorenkürzel lautet „Collett“.

## Leben und Werk
Robert Collett wurde 1842 im heutigen Oslo geboren. Er entstammte der Gelehrtenfamilie Collett und war der älteste Sohn des Juristen Peter Jonas Collett (1813–1851) und der Frauenrechtsaktivistin Camilla Collett, geb. Wergeland (1813–1895). Colletts jüngerer Bruder war der Historiker Alf Collett. Zu seinen Onkeln gehörten Henrik Wergeland und Peter Severin Steenstrup, sein Großvater war der Theologe Nicolai Wergeland.
Collett besuchte die Lateinschule in Lillehammer. Ab 1864 war er Kurator am Zoologischen Museum der Universität Oslo. Er wurde 1882 dessen Direktor und erhielt 1884 den Titel Professor. Am 9. April 1897 wurde er als 392. Mitglied in die Königlich Dänische Akademie der Wissenschaften aufgenommen. Zudem war er Mitglied der Norwegischen Akademie der Wissenschaften und der Zoological Society of London.
Er arbeitete mit Wirbeltieren, hauptsächlich Fischen. Er beschrieb viele neue Arten von Fischen, Spinnen, Vögeln und Säugetieren, darunter der Lemuren-Ringbeutler (Hemibelideus lemuroides), der Kaiserbarsch (Hoplostethus atlanticus), der Thomas-Langur (Presbytis thomasi), das Lumholtz-Baumkänguru (Dendrolagus lumholtzi), die Rotspiegeltaube (Petrophassus rufipennis) und der Große Schwarze Dornhai (Etmopterus princeps). Nach ihm sind der Collettsittich (alternativer Trivialname zum Schwarzgesichtsittich), den er selbst 1898 erstmals beschrieb, sowie die Collet-Schwarzotter und die Echsenart Ctenotus colletti benannt. Zudem ist das Gebäude des Zoologischen Museums in Oslo nach ihm benannt. Colletts Werk über die Säugetierwelt Norwegens beeinflusste den Zoologen Charles Sutherland Elton.
Collett blieb unverheiratet und kinderlos. Er verstarb 1913 im Alter von 70 Jahren in Oslo. Seit dem 31. Januar 1913 liegt er auf dem Friedhof Vår Frelsers gravlund in Oslo begraben.